# Le Pot de vin
Pour plus de détails, voir Fiche technique et Distribution.
Le Pot de vin (La mazzetta) est un film italien réalisé par Sergio Corbucci, sorti en 1978.

## Synopsis
Un avocat marron est chargé de retrouver la fille d'un gangster disparue avec des documents importants. 

## Fiche technique
- Titre original : La mazzetta
- Titre français : Le Pot de vin
- Réalisation : Sergio Corbucci
- Scénario : Luciano De Crescenzo, Massimo De Rita, Arduino Maiuri, Elvio Porta et Attilio Veraldi
- Photographie : Luigi Kuveiller
- Musique : Pino Daniele
- Production : Aurelio De Laurentiis et Luigi De Laurentiis
- Pays d'origine : Italie
- Genre : comédie
- Date de sortie : 1978

## Distribution
- Nino Manfredi : Sasà Iovine
- Ugo Tognazzi : Il commissario Assenza
- Paolo Stoppa : don Michele Miletti
- Marisa Laurito : Luisella
- Imma Piro : Giulia Miletti
- Gennaro Di Napoli : Nicola Casali
- Marisa Merlini : Elena Miletti
- Benito Stefanelli